# 內野
內野是棒球或壘球運動中的區域，呈扇形，與外野常以紅土和草地界線為界。內野為投手、捕手、一壘手、二壘手、三壘手、游擊手這六個守備人員的守備範圍，較常處理內野滾地球使對方增加出局數的守備員。